# I'll Love You Forever
«I'll Love You Forever» (en español: «Te amaré por siempre») es el segundo sencillo del cuarto álbum de Thomas Anders, When Will I See You Again. 

## Sencillos
7" sencillo Polydor 859 744-7, 21.09.1993
1. «I'll Love You Forever» - 3:45
2. «When Will I See You Again» (Unplugged Version) - 3:00

CD-Maxi Polydor 859 745-2, 21.09.1993
1. «I'll Love You Forever» - 3:45
2. «When Will I See You Again» (Unplugged Version) - 3:00
3. «I'll Love You Forever» (Versión extendida) - 5:07

The Remixes - CD-Maxi Polydor 855 135-2, 29.11.1993
1. «I'll Love You Forever» (Club Mix) - 6:23
2. «I'll Love You Forever» (Extended Club Mix) - 6:46
3. «I'll Love You Forever» (Heartbeat Mix) - 6:49

## Posición en las listas
El sencillo permaneció 6 semanas en el chart alemán desde el 22 de noviembre de 1993 al 23 de enero de 1994. Alcanzó el N.º79 como máxima posición.
| Listas (1993) | Máxima posición |
| ------------- | --------------- |
| Alemania      | 79              |

## Créditos
- Productor: Christian de Walden y Ralf Stemmann
- Coproductor: Walter Clissen
- Arreglos: Christian de Walden y Ralf Stemmann
- Grabación: Walter Clissen
- Mezcla: Walter Clissen
- Masterización – Brian Gardner
- Letra: Max Di Carlo, Margaret Harris, Christian de Walden, Ralf Stemmann
- Música: Max Di Carlo, Margaret Harris, Christian de Walden, Ralf Stemmann
- Coros: Eric Paletti, Warren Ham, Michael Mishaw, Kenny O'Brien, Brandy Jones y Bambi Jones
- Fotografía – Dieter Eickelpoth